# Blaise-Reaktion
Die Blaise-Reaktion ist eine Namensreaktion aus der Organischen Chemie. Sie wurde 1901 das erste Mal vom französischen Chemiker Edmond Blaise (1872–1939) veröffentlicht. Dabei reagiert ein α-Bromester mit einem Nitril über Zink zunächst zu einem β-Enaminoestern und nach einer aciden Hydrolyse zu einem β-Ketoester.

## Allgemeines
Die Blaise-Reaktion wurde seit 1901 in vielerlei Hinsicht verbessert bzw. abgeändert. Heutzutage ist bekannt, dass durch die Bearbeitung mit einer konzentrierten Lösung von Kaliumcarbonat (K2CO3) bei der Hydrolyse größtenteils β-Aminoester 1 entstehen und bei einer darauffolgenden sauren Hydrolyse β-Ketoester 2. Der Reaktionsmechanismus lehnt sich dabei zunächst an die Reformatsky-Reaktion an. Dabei können schon bei Raumtemperaturen recht hohe Ausbeuten von 78 % erzielt werden.

## Vorgeschlagener Reaktionsmechanismus
Zunächst insertiert Zink in die Br–C-Bindung von 1,  nach Art einer Reformatzki-Reaktion#Mechanismus, dabei entsteht die zinkorganische Verbindung 2. Im nächsten Schritt  gibt es einen elektrophilen Angriff vom Zink an die Dreifachbindung des Nitrils. Dadurch wird die C–Zn-Bindung gelockert und eine Bindung zum positiven Kohlenstoffatom des Nitrils eingegangen, über die Zwischenstufe 3 bildet sich 4. In wässriger Lösung bildet sich dann ein β-Enaminoester 5. Durch das Hinzufügen einer Säure (z. B. HCl) findet darauf die Hydrolyse von 6  statt unter Bildung des Oxoniumions 7. Durch eine 1,3-Protonenverschiebung  entsteht  8. Unter Abspaltung eines Ammoniumions entsteht als Endprodukt der β-Ketoester 9: